# Університет Об'єднаних Арабських Еміратів
Університет Об'єднаних Арабських Еміратів — один з 3 державних університетів Об'єднаних Арабських Еміратів. Розташований у місті Аль-Айн.

## Структура
Університет складається з 9 коледжів та окремих Університетського коледжу та Коледжу післядипломної освіти.
- Коледж бізнесу та економіки
- Коледж гуманітарних і соціальних наук
- Коледж інформаційних технологій
- Коледж інженерії
- Коледж освіти
- Коледж права
- Коледж харчових та сільськогосподарських технологій
- Коледж науки
- Коледж медицини та наук про здоров'я

## Співпраця
2005 року підписано 5-річну Угоду про співробітництво між Київським національним університетом імені Тараса Шевченка та Університетом ОАЕ. У листопаді 2017 року посол ОАЕ в Україні відвідав Київський національний університет для перемовин щодо відновлення співробітництва між закладами.
З 2017 року Університет ОАЕ став засновником Альянсу азійських університетів.

## Рейтинги
За даними QS World University Rankings станом на 2018 рік займає 1-ше місце в ОАЕ, 5-те серед арабських країн та 350-те у світі.